# سارة كوبر
سارة كوبر (بالإنجليزية: Sarah Cooper)‏ (8 أكتوبر 1969 بأستراليا - ) هي لاعبة كرة قدم أسترالية في مركز الدفاع. شاركت مع منتخب أستراليا لكرة القدم للسيدات.

## وصلات خارجية
- سارة كوبر على موقع الاتحاد الدولي (مؤرشف)  (الإنجليزية)
- سارة كوبر على موقع قاعدة بيانات كرة القدم.إي يو (الإنجليزية)
- سارة كوبر على موقع Soccerway.com (الإنجليزية)